# Förbygel

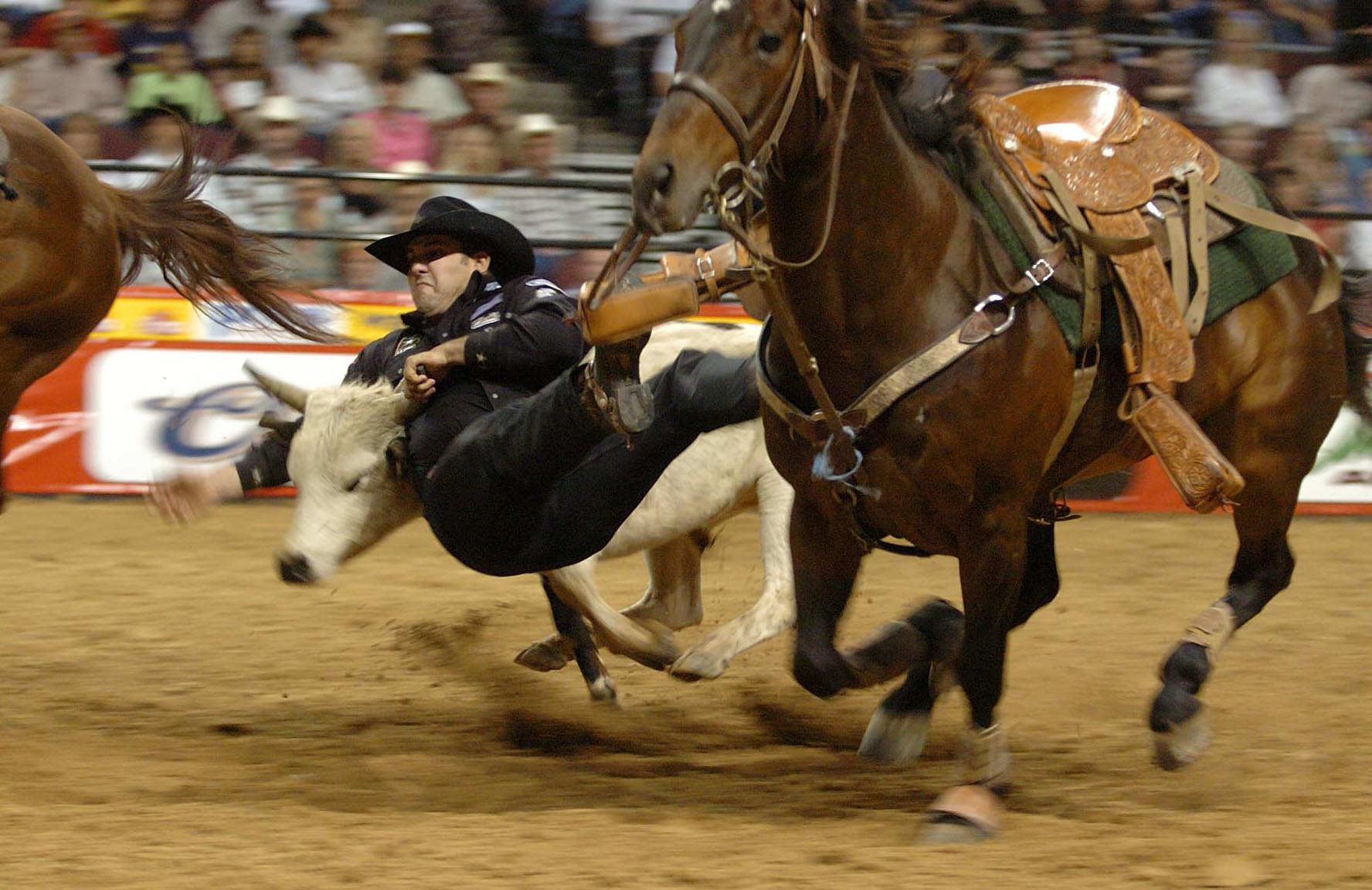
Westernsadel med förbygel (brösta).

Förbygel är ett remtyg som ligger an mot hästens bringa och som hindrar sadeln att glida bakåt när man rider i svår terräng eller rider långmarsher med packning. Förbygeln spänns i främre delen av sadeln, går på båda sidorna om halsen, över bringan och mellan frambenen samt fästs runt sadelgjorden.